# Communauté d'agglomération Évry Centre Essonne
La communauté d’agglomération Évry Centre Essonne (CAECE) est une ancienne structure intercommunale française située dans le département de l’Essonne et la région Île-de-France. Elle a fusionné avec les communautés d'agglomération de Seine-Essonne,  Sénart et Sénart en Essonne ainsi que la commune de Grigny pour former la communauté d'agglomération Grand Paris Sud Seine Essonne Sénart.

## Géographie

### Situation
| Type d'occupation           | Pourcentage | Superficie (en hectares) |
| --------------------------- | ----------- | ------------------------ |
| Espace urbain construit     | 49,3 %      | 2 141,03                 |
| Espace urbain non construit | 19,6 %      | 848,72                   |
| Espace rural                | 31,1 %      | 1 351,09                 |
| Source : Iaurif             |             |                          |

La communauté d’agglomération Évry Centre Essonne est située au centre-est du département de l’Essonne. Son altitude varie entre trente-deux mètres à Ris-Orangis et quatre-vingt-seize mètres à Courcouronnes.

### Composition
La communauté d’agglomération regroupe six communes :
| Code Insee  | Commune       | Maire             | Nuance politique | Population  |
| ----------- | ------------- | ----------------- | ---------------- | ----------- |
| 91 2 10 086 | Bondoufle     | Jean Hartz        | PR               | 9 298 hab.  |
| 91 2 39 182 | Courcouronnes | Stéphane Beaudet  | UMP              | 13 812 hab. |
| 91 2 97 228 | Évry          | Francis Chouat    | PS               | 52 135 hab. |
| 91 2 10 340 | Lisses        | Thierry Lafon     | DVD              | 7 173 hab.  |
| 91 2 23 521 | Ris-Orangis   | Stéphane Raffalli | PS               | 27 463 hab. |
| 91 2 06 659 | Villabé       | Irène Maggini     | PS               | 4 869 hab.  |

### Démographie
| 1968 | 1975 | 1982 | 1990 | 1999    | 2006    | 2010    |
| ---- | ---- | ---- | ---- | ------- | ------- | ------- |
| -    | -    | -    | -    | 104 162 | 110 068 | 114 750 |

### Pyramide des âges
| Hommes | Classe d’âge | Femmes |
| ------ | ------------ | ------ |
| 0,1    | 90 ans ou +  | 0,4    |
| 2,5    | 75 à 89 ans  | 4,0    |
| 9,0    | 60 à 74 ans  | 9,3    |
| 18,6   | 45 à 59 ans  | 19,0   |
| 22,2   | 30 à 44 ans  | 22,1   |
| 23,4   | 15 à 29 ans  | 22,8   |
| 24,1   | 0 à 14 ans   | 22,4   |

| Hommes | Classe d’âge | Femmes |
| ------ | ------------ | ------ |
| 0,3    | 90 ans ou +  | 0,8    |
| 4,4    | 75 à 89 ans  | 6,7    |
| 11,3   | 60 à 74 ans  | 11,9   |
| 19,9   | 45 à 59 ans  | 20,0   |
| 21,9   | 30 à 44 ans  | 21,4   |
| 20,6   | 15 à 29 ans  | 19,2   |
| 21,7   | 0 à 14 ans   | 20,0   |

## Histoire
La communauté d’agglomération Évry Centre Essonne est l’héritière directe du projet de ville nouvelle d’Évry. En 1969 fut créé l’établissement public d’aménagement de la ville nouvelle d’Évry (EPEVRY) qui englobait les communes d’Évry-Petit-Bourg, Lisses, Bondoufle et Courcouronnes. En 1973, un syndicat communautaire d’aménagement fut créé pour l’encadrement administratif de la ville nouvelle, puis après la loi Rocard de 1983 permit la constitution du syndicat d'agglomération nouvelle d’Évry en 1984. L’achèvement de la ville nouvelle permit de sortir de ce cadre et de créer le 13 décembre 2000 la communauté d’agglomération Évry-Courcouronnes-Bondoufle-Lisses, devenue la communauté d'agglomération Évry Centre Essonne en 2003 après l’intégration de Ris-Orangis. Le 6 juillet 2010, la commune de Villabé a rejoint l’intercommunalité. En 2010 l’intercommunalité adhéra au syndicat mixte Paris Métropole. Elle fera partie intégrante de la CA Grand Paris Sud dès sa création le 1er janvier 2016

## Politique communautaire

### Statut
Après avoir existé sous la forme d’un syndicat d'agglomération nouvelle entre 1985 et 2001, l’intercommunalité a pris aujourd’hui la forme d’une communauté d'agglomération. L’intercommunalité est enregistrée au répertoire des entreprises sous le code SIREN 249 100 348. Son activité est enregistrée sous le code APE 8411Z.

### Représentation

#### Présidents de la communauté d’agglomération Évry Centre Essonne
| Période                                  | Période  | Identité       | Étiquette | Qualité                          |
| ---------------------------------------- | -------- | -------------- | --------- | -------------------------------- |
| 2001                                     | 2001     | Yvette Chappey | PS        | Enseignante                      |
| 2001                                     | 2008     | Jean Hartz     | UMP       | Maire de Bondoufle               |
| 2008                                     | 2012     | Manuel Valls   | PS        | Député-maire d’Évry              |
| 2012                                     | en cours | Francis Chouat | PS        | Maire d’Évry, conseiller général |
| Les données manquantes sont à compléter. |          |                |           |                                  |

#### Conseil communautaire
Le conseil communautaire compte cinquante-sept élus désigné par chaque conseil municipal des communes adhérentes répartis entre quatorze délégués pour Évry, onze délégués pour Ris-Orangis et Courcouronnes, huit délégués pour Bondoufle et Lisses et cinq délégués pour Villabé. Le président du conseil communautaire est assisté par quinze vice-présidents et quinze délégués siègent au bureau communautaire.

### Compétences
La communauté d’agglomération Évry Centre Essonne dispose des compétences imposées par la loi, le développement économique, l’aménagement du territoire, l’équilibre social de l’habitat et la politique de la ville. Le conseil communautaire lui a en plus octroyé les compétences optionnelles de distribution d'eau et de construction, gestion et entretien des équipements culturels, sportifs et de loisirs, et les compétences facultatives de gestion des espaces verts, espaces boisés et rivières, la politique d’apprentissage de la natation sportive et du patinage artistique, l’organisation de manifestations sportives, le soutien au sport de haut niveau, la gestion du cimetière intercommunal, la gestion de la voirie, la protection du cadre de vie, la gestion des galeries de visite des réseaux techniques et le soutien aux activités sportives, culturelles et socio-éducatives des établissements scolaires du territoire.

### Finances locales
La communauté d’agglomération Évry Centre Essonne disposait en 2008 d’un budget de 48 972 972 euros. La communauté d’agglomération fixe un taux unique de taxe professionnelle qui s’élevait en 2008 à 16,22 %.
| Postes                                             | 2007          | 2008          | 2009          | 2010          | 2011          |
| -------------------------------------------------- | ------------- | ------------- | ------------- | ------------- | ------------- |
| Produits de fonctionnement                         | 75 532 000 €  | 72 605 000 €  | 78 945 000 €  | 87 252 000 €  | 91 915 000 €  |
| Charges de fonctionnement                          | 53 609 000 €  | 50 708 000 €  | 59 048 000 €  | 70 102 000 €  | 73 610 000 €  |
| Ressources d’investissement                        | 136 278 000 € | 126 493 000 € | 78 578 000 €  | 95 401 000 €  | 96 673 000 €  |
| Emplois d’investissement                           | 139 378 000 € | 125 348 000 € | 81 032 000 €  | 95 989 000 €  | 105 258 000 € |
| Dette                                              | 160 844 000 € | 147 161 000 € | 137 528 000 € | 143 321 000 € | 146 107 000 € |
| Source : Ministère de l’Économie et des Finances,. |               |               |               |               |               |

### Coopérations décentralisées
| La communauté d'agglomération Évry Centre Essonne a développé des partenariats d'aide au développement avec la ville de Kayes au Mali depuis 1990 et celle de Rybinsk en Russie depuis 2007. | \| Évry Kayes Rybinsk \| |
| Évry Kayes Rybinsk |                          |

### Identité visuelle
| Logotype de la communauté d’agglomération Évry Centre Essonne | La communauté d’agglomération Évry Centre Essonne s’est dotée d’un logotype. |

## Pour approfondir

## Sources
1. ↑  « Arrêté inter-préfectoral n°2015-PREF.DRCL/955 du 15 décembre 2015 portant création d'un EPCI à fiscalité propre issu de la fusion de la communauté d'agglomération Evry Centre Essonne, de la communauté d'agglomération Seine Essonne, de la communauté d'agglomération de Sénart et de la communauté d'agglomération de Sénart en Essonne avec extension à la commune de Grigny », sur Préfecture de l'Essonne, 15 décembre 2015 (consulté le 1er janvier 2016)
2. ↑  Fiche multicommunale d'occupation des sols en 2008 sur le site de l'Iaurif. Consulté le 16/11/2010.
3. ↑  Données démographiques sur le site de l'Insee. Consulté le 31/12/2012.
4. ↑  Pyramide des âges dans la communauté d'agglomération Évry Centre Essonne en 2009 sur le site de l'Insee. Consulté le 08/07/2012.
5. ↑  Pyramide des âges de l’Essonne en 2009 sur le site de l’Insee. Consulté le 07/07/2012.
6. ↑  Schéma départementale de l'orientation de l'intercommunalité de 2006 sur le site de la préfecture de l'Essonne. Consulté le 22/12/2012.
7. ↑  Histoire de la communauté d'agglomération sur son site officiel. Consulté le 25/05/2009.
8. ↑  Communiqué officiel d'adhésion de la commune de Villabé sur le site officiel de l'intercommunalité. Consulté le 08/07/2010.
9. ↑  Liste des membres du Paris Métropole sur le site officiel du syndicat. Consulté le 18/12/2010.
10. ↑  Fiche entreprise de la communauté d'agglomération Evry Centre Essonne sur le site verif.com Consulté le 23/04/2011.
11. ↑  Liste des présidents successifs sur le site officiel de la communauté d'agglomération. Consulté le 25/05/2009.
12. ↑  Thomas Diquattro, « Essonne : Francis Chouat, ancien député et maire d’Évry-Courcouronnes, est mort », Le Parisien,‎ 27 juillet 2024 (lire en ligne, consulté le 28 juillet 2024) « Il avait pris la succession de Manuel Valls à la tête de la ville, entre 2012 et 2018, avant d’être élu député de l’Essonne. L’ancien maire d’Évry-Courcouronnes Francis Chouat est mort ce samedi 27 juillet. Il avait 75 ans ».
13. ↑  Fiche de la communauté d'agglomération sur le site de l'Iaurif. Consulté le 25/05/2009.
14. ↑  Présentation des conseillers communautaires sur le site officiel de la communauté d'agglomération. Consulté le 25/05/2009.
15. ↑  Compétences de la communauté d'agglomération sur son site officiel. Consulté le 25/05/2009.
16. ↑  Fiche de la communauté d'agglomération sur la base Aspic du ministère de l'Intérieur. Consulté le 26/05/2009.
17. ↑  Finances locales 2007 sur la base Alize du ministère des Finances. Consulté le 03/12/2012.
18. ↑  Finances locales 2008 sur la base Alize du ministère des Finances. Consulté le 03/12/2012.
19. ↑  Finances locales 2009 sur la base Alize du ministère des Finances. Consulté le 03/12/2012.
20. ↑  Finances locales 2010 sur la base Alize du ministère des Finances. Consulté le 03/12/2012.
21. ↑  Finances locales 2011 sur la base Alize du ministère des Finances. Consulté le 03/12/2012.
22. ↑  Fiche du partenariat avec Kayes sur le site du ministère français des Affaires étrangères. Consulté le 18/01/2010.
23. ↑  Fiche du partenariat avec Rybinsk sur le site du ministère français des Affaires étrangères. Consulté le 18/01/2010.